# Dan Majerle
Daniel Lewis Majerle (ur. 9 września 1965 w  Traverse City) – amerykański koszykarz, występujący na pozycjach rzucającego obrońcy lub niskiego skrzydłowego, mistrz świata z 1994 roku, brązowy medalista olimpijski z 1988. Obecnie trener w drużynie akademickiej Grand Canyon Antelopes.
Po ukończeniu Central Michigan University w Mount Pleasant został wybrany w drafcie 1988 przez Phoenix Suns z 14. numerem i grał w tej drużynie przez większość swojej kariery. W 1995 na jeden sezon przeszedł do Cleveland Cavaliers, a potem na pięć lat do Miami Heat. Karierę zawodniczą zakończył w 2002, po dwóch sezonach w macierzystym klubie z Phoenix.
"Thunder Dan" występował na pozycji rzucającego obrońcy lub niskiego skrzydłowego i dał się poznać jako znakomity egzekutor rzutów za 3 punkty. W swojej karierze trzykrotnie wystąpił w Meczu Gwiazd.
W sezonie 1990/1991 zajął drugie miejsce w głosowaniu na najlepszego „szóstego” zawodnika ligi.
W 1994 w Kanadzie z Dream Teamem II zdobył mistrzostwo świata.
Dwukrotnie przewodził NBA w liczbie celnych rzutów za 3 punkty, uzyskanych w trakcie całego sezonu regularnego (1993, 1994).
W latach 2008–2013 był trenerem Phoenix Suns, następnie zaś drużyny Grand Canyon Antelopes, dla której 2013 był pierwszym sezonem w NCAA Division I. W roku 2015 doprowadził drużynę do zwycięstwa w turnieju Global Sports Classic. W marcu 2020 został zwolniony.
Z żoną Tiną mają trzy córki. Oprócz trenerki prowadzi także bar w centrum Phoenix.
Był współproducentem i zagrał małą rólkę w filmie Jake's Corner (2008).

## Osiągnięcia
Na podstawie, o ile nie zaznaczono inaczej.

### NCAA
- Uczestnik turnieju NCAA (1987)
- Mistrz:
  - turnieju konferencji Mid-American (MAC – 1987)
  - sezonu regularnego MAC (1987)
- MVP turnieju Mid-American (1987)
- Wybrany do I składu MAC (1986–1988)
- Uczelnia Central Michigan zastrzegła należący do niego numer 44

### NBA
- Finalista NBA (1993)[4]
- Uczestnik:
  - meczu gwiazd NBA (1992, 1993, 1995)[5]
  - konkursu rzutów za 3 punkty (1993, 1995)
- Wybrany do:
  - II składu defensywnego NBA (1991, 1993)[6]
  - Phoenix Suns Ring of Honor
- Zwycięzca konkursu Shooting Stars (2005)[7]
- Klub Phoenix Suns zastrzegł należący do niego w numer 9[8]
- Lider play-off w liczbie celnych rzutów za 3 punkty (1993)[9]

### Reprezentacja
- Brązowy medalista olimpijski (1988)[10]
- Mistrz świata (1994)[11]
- Atleta Roku – USA Basketball Male Athlete of the Year (1988)[12]

### Inne
- Zwycięzca turnieju McDonalda (1993)
- Zaliczony do I składu turnieju McDonalda (1993)